# ميل أودوم (مؤلف)
ميل أودوم (بالإنجليزية: Mel Odom)‏ (1957، كاليفورنيا في الولايات المتحدة)؛ كاتب وروائي أمريكي. درس في جامعة أوكلاهوما.